# Кесада Торуньо, Родольфо
Родольфо Кесада Торуньо (исп. Rodolfo Quezada Toruño; 8 марта 1932, Гватемала, Гватемала — 4 июня 2012, там же) — гватемальский кардинал. Титулярный епископ Гадиауфалы и вспомогательный епископ Сакапы с 5 апреля 1972 по 11 сентября 1975. Коадъютор с правом наследования епархии Сакапы с 11 сентября 1975 по 16 февраля 1980. Епископ Сакапы с 16 февраля 1980 по 19 июня 2001. Прелат Санто-Кристо де Эскипулас с 24 июня 1986 по 19 июня 2001. Архиепископ Гватемалы с 19 июня 2001 по 2 октября 2010. Председатель епископской конференции Гватемалы с 1988 по 1992 и с 31 января 2004 по 2006. Кардинал-священник с титулом церкви Сан-Сатурнино с 21 октября 2003.